# Ga Lân Quang
Ga Lân Quang là ga trên Tuyến Nâu thuộc Tàu điện ngầm Đài Bắc, nằm ở Đài Bắc, Đài Loan.

## Tổng quan ga

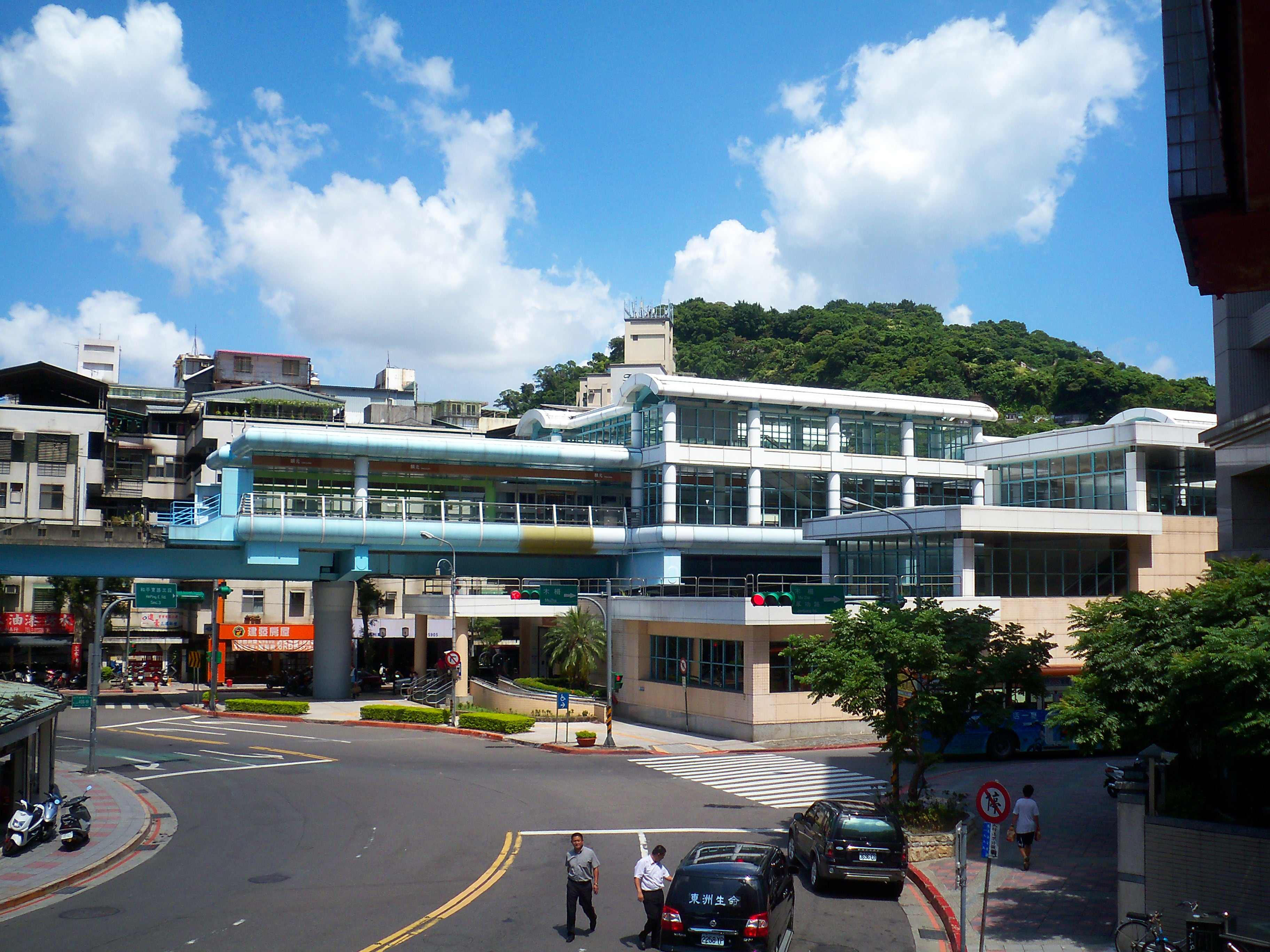
Ga Lân Quang.

Với kiến trúc 3 tầng, nhà ga trên cao có 2 ke ga và một lối thoát.

## Bố trí ga
| 4F                             | Tầng kết nối                                                                      | Sân ga cầu vượt |
| 3F                             |                                                                                   |                 |
| Ke ga, cửa sẽ mở phía bên phải |                                                                                   |                 |
| Ke ga 1                        | ← Tuyến Văn Hồ hướng đi Trung tâm triển lãm Đài Bắc Nam Cảng (BR07 Lục Trương Lê) |                 |
| Ke ga 2                        | → Tuyến Văn Hồ hướng đi Sở thú Đài Bắc (BR05 GTân Hợi) →                          |                 |
| Ke ga, cửa sẽ mở phía bên phải |                                                                                   |                 |

| 1F | Hành lang | Lối ra/vào, hành lang, quầy thông tin, máy bán vé tự động, cổng soát vé 1 chiều, nhà vệ sinh |

### Lối thoát
- Lối thoát đơn: đường Hoà Bình Đông (和平東路)